# Litsea ledermannii
Litsea ledermannii är en lagerväxtart som beskrevs av Teschn.. Litsea ledermannii ingår i släktet Litsea och familjen lagerväxter. Inga underarter finns listade i Catalogue of Life.